# Dryops ernesti
Dryops ernesti is een keversoort uit de familie ruighaarkevers (Dryopidae). De wetenschappelijke naam van de soort werd in 1886 gepubliceerd door Gozis.